# Шёберг, Генриетта
Вильгельмина Генриетта София Шёберг (швед. Wilhelmina Henrietta Sofia Sjöberg; 6 апреля 1842, Линчёпинг — 6 февраля 1915, Стокгольм) — шведская художница и график. Известна как автор ботанических иллюстраций.

## Биография и творчество
Генриетта Шёберг родилась в 1842 году в Линчёпинге. Детство и юность она провела в Стокгольме. В семнадцатилетнем возрасте Генриетта записалась в Школу ремёсел (швед. Slöjdskolan), которая как раз начала принимать женщин. Она обучалась там, с перерывами, около десяти лет, параллельно работая, и окончила школу с бронзовой и серебряной медалями за рисунок и гравюру.
Со времени своего поступления в школу и вплоть до 1875 года Генриетта Шёберг работала в качестве гравёра для литографической компании. Через посредство этой компании она познакомилась с ботаником Нильсом Юханом Андерссоном, который предложил ей заняться ботанической иллюстрацией. Под руководством жены Андерссона Анны она начала делать акварельные зарисовки растений. Впоследствии Андерссон устроил Генриетту ботаническим иллюстратором в Королевскую сельскохозяйственную академию, в том числе чтобы она зарисовывала растения, поражённые той или иной болезнью. Рисунки Шёберг печатались в изданиях Академии и в журнале Шведского общества садоводов.

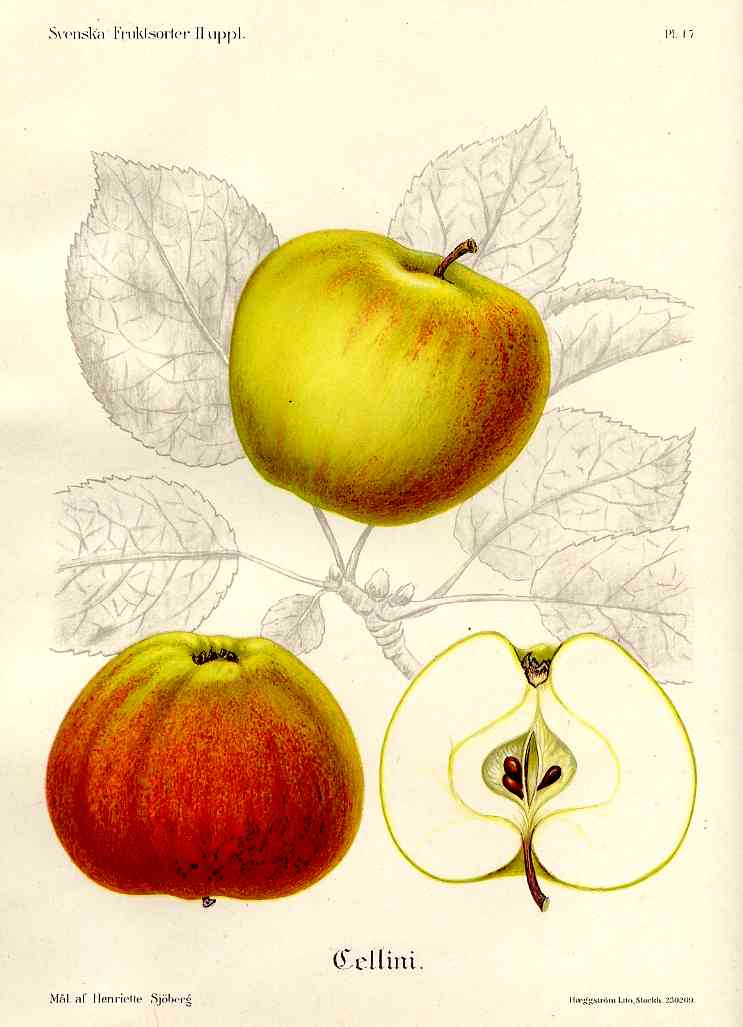
Яблоки сорта «Челлини». Хромолитография, ок. 1910

С 1880 по 1896 год художница участвовала в масштабном проекте, целью которого было собрать информацию о культурных растениях Швеции, дать их полные описания и подготовить практические рекомендации по их выращиванию. Всю эту информацию планировалось собрать в богато иллюстрированном издании. Изначально предполагалось, что иллюстраций будет около 600, однако проект не был доведён до конца, в том числе по причине быстрого развития сельского хозяйства, сделавшего невозможным исчерпывающий обзор представленных видов и сортов. Однако Генриетта успела сделать около 400 иллюстраций: преимущественно злаков, но также картофеля, свёклы, моркови, груш, слив, крыжовника, смородины, клубники, малины и т. д. Иллюстрации были выполнены акварелью и сочетали научную точность с художественной свободой; растения изображались как целиком, так и в отдельных деталях. В настоящее время некоторые из них представлены в Музее северных стран.
После того как работа над проектом остановилась, Генриетта взялась за новую задачу: сто ботанических стенных плакатов для школ. Кроме того, она выполняла рисунки для проекта Шведского общества садоводов под названием «Сорта фруктов Швеции в цветных иллюстрациях». Издание выходило с 1899 по 1912 год, после чего было издано одним томом и сделало имя Шёберг известным не только в Швеции, но и за её пределами.
В 1901 году Шёберг получила место преподавателя рисунка и живописи в Школе садоводов при Сельскохозяйственной академии, где и работала до конца своей жизни. Генриетта Шёберг умерла в 1915 году в Стокгольме.